# Peripatus bouvieri
Peripatus bouvieri är en klomaskart som beskrevs av Fuhrmann 1913. Peripatus bouvieri ingår i släktet Peripatus och familjen Peripatidae. Inga underarter finns listade i Catalogue of Life.